# Антоний (епископ Тверской)

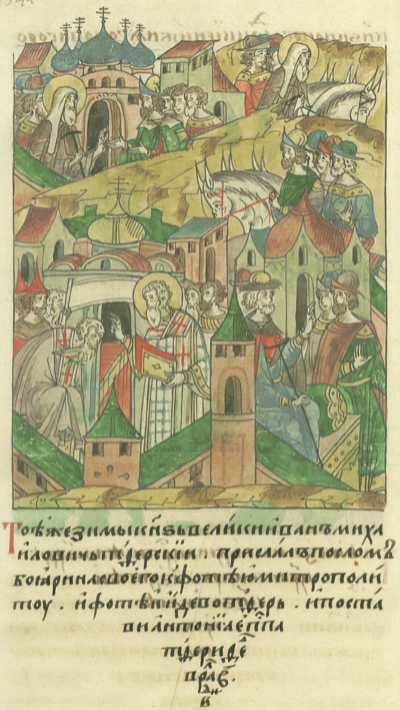
Митрополит Фотий посвящает Антония в епископы Тверские

Антоний — тверской епископ XV века. 
О преосвященном Антонии известно, что он был хиротонисан во епископа Тверского 2 февраля 1411 года и святительствовал на этой кафедре до 1434 года.